# Guniak rudziak
Guniak rudziak (Holochelus aequinoctialis) – gatunek chrząszcza z rodziny poświętnikowatych i podrodziny chrabąszczowatych. Zamieszkuje zachód palearktycznej Eurazji.

## Taksonomia
Gatunek ten opisany został po raz pierwszy w 1790 roku przez Johanna Friedricha Wilhelma Herbsta pod nazwą Melolontha aequinoctialis. Stanowi gatunek typowy podrodzaju Miltotrogus.

## Morfologia
Chrząszcz o owalnym w zarysie ciele długości od 15 do 20 mm, ubarwiony czerwonobrunatnie lub rudobrunatnie, rzadziej żółtobrunatnie. Na głowie obecne jest gęste i stosunkowo silne punktowanie oraz długie i sterczące owłosienie. W widoku przednim nadustek jest nad wargą górną szerszy i słabiej wycięty niż u H. vernus i H. pilicollis, ponadto u samca przód nadustka szerszy i silnie ku górze uniesiony niż u samicy. Czułki buduje dziesięć członów. Stosunkowo wysklepione przedplecze ma gęste i przeciętnie silne punktowanie, jednorodne, długie i sterczące owłosienie, mocno ząbkowane obrzeżenia krawędzi bocznych i nieobrzeżoną krawędź tylną. Stosunkowo silnie i nierównomiernie punktowane pokrywy mają po kilka sklepionych międzyrzędów. Owłosienie na ich przedzie, zwłaszcza koło tarczki jest długie i odstające, w tyle pokryw zaś krótkie, rzadkie i przylegające. Stosunkowo silnie wypukłe pygidium porastają krótkie, przylegające włoski. Jasne, wełniste owłosienie porasta spód ciała z wyjątkiem sternitów odwłoka. Przednia para odnóży ma golenie z ostrogą wierzchołkową położoną na poziomie wierzchołka drugiego z trzech obecnych na nich zębów.

## Ekologia i występowanie
Owad ciepłolubny, zasiedlający tereny otwarte. Cykl życiowy trwa u niego przeciętnie trzy lata. Aktywne osobniki dorosłe spotyka się od kwietnia do czerwca. Loty odbywają po zmroku i czasem przylatują do sztucznych źródeł światła. Za dnia kryją się zagrzebane w glebie. Pędraki rozwijają się w glebie, żerując na korzeniach roślin zielnych.
Gatunek palearktyczny, znany z Niemiec, Szwajcarii, Austrii, Włoch, Polski, Czech, Słowacji, Węgier, Ukrainy, Mołdawii, Rumunii, Bułgarii, Słowenii, Chorwacji, Bośni i Hercegowiny, Serbii, Albanii, Macedonii Północnej, Grecji, europejskiej części Rosji, europejskiej i anatolijskiej części Turcji, Gruzji, Armenii, Azerbejdżanu i Kazachstanu. W Polsce jest bardzo rzadko spotykany, podawany z kilku stanowisk na południowym wschodzie kraju, przy czym większość stwierdzeń pochodzi z wieku XIX, a z XXI wieku rekordów brak zupełnie. Na „Czerwonej liście zwierząt ginących i zagrożonych w Polsce” umieszczony został jako gatunek krytycznie zagrożony wymarciem (CR). Z kolei na „Czerwonej liście gatunków zagrożonych Republiki Czeskiej” znalazł się jako gatunek bliski zagrożenia wyginięciem (NT).